# Uwe Falkenhahn
Uwe Falkenhahn (* 24. Juni 1954) ist ein ehemaliger deutscher Fußballspieler. Für die BSG Wismut Gera spielte er 1978 in der DDR-Oberliga, der höchsten Spielklasse im DDR-Fußball.

## Sportliche Laufbahn
In der Saison 1975/76 startete Uwe Falkenhahns Karriere im überregionalen Ligenbetrieb. Sie begann am 9. Spieltag, als er für die BSG Wismut Gera in der zweitklassigen DDR-Liga im Heimspiel gegen die 2. Mannschaft der BSG Energie Cottbus beim 3:0-Sieg als Mittelstürmer eingesetzt wurde. Bis zum Saisonende bestritt er weitere vier DDR-Liga-Spiele, in denen er ebenfalls im Angriff spielte. 1976/77 spielte Falkenhahn überwiegend mit der 2. Wismut-Mannschaft in der drittklassigen Bezirksliga, mit der er auch Bezirksmeister wurde. In der DDR-Liga absolvierte er lediglich ein Spiel, am 15. Spieltag wurde er erst in der 77. Minute für den Rechtsaußenstürmer Siegmar Ehrhardt eingewechselt. Auch für die Spielzeit 1977/78 wurde Falkenhahn zunächst wieder für die Bezirksligamannschaft vorgesehen, während die 1. Mannschaft als Aufsteiger in der DDR-Oberliga spielte. Als jedoch der etatmäßige Oberligastürmer Heinz Zubeck in der Rückrunde ausfiel, bestimmte Trainer Dietmar Pohl Falkenhahn als Zubecks Ersatz. Falkenhahns erster Oberligaeinsatz wurde zum Debakel, denn als dieser zur 2. Halbzeit eingewechselt wurde, stand es in der Partie Wismut Gera – FC Karl-Marx-Stadt bereits 0:4 und endete schließlich 0:5. Pohl hielt aber bis zum Saisonende an Falkenhahn fest, so dass dieser schließlich, stets als Stürmer eingesetzt, auf zwölf Oberligaeinsätze kam. Bis auf seinen ersten Einsatz bestritt er die übrigen Spiele stets über die volle Spieldauer. Wismut Gera gelang nicht der Klassenerhalt und musste ab 1978/79 wieder in der DDR-Liga antreten. Falkenhahn blieb im Aufgebot der 1. Mannschaft und bestritt auch zu Saisonbeginn als Mittelfeldspieler fünf Punktspiele. In der Begegnung des 6. Spieltages Wismut Gera – Motor Hermsdorf verletzte er sich so schwer, dass er sechs Monate lang nicht eingesetzt werden konnte. Erst zum Saisonende konnte er noch zwei DDR-Liga-Spiele absolvieren. Anschließend wurde Falkenhahn für 18 Monate zum Wehrdienst in der Nationalen Volksarmee eingezogen. Ab November 1980 konnte er wieder bei der BSG Wismut spielen und kam bis zum Ende der Saison noch zu zwölf DDR-Liga-Einsätzen. Zur Saison 1981/82 wechselte Falkenhahn zum DDR-Liga-Aufsteiger Fortschritt Weida, wo er zwei DDR-Liga-Spielzeiten bestritt. In seiner ersten Saison wurde er bei 22 Punktspielen 21-mal aufgeboten, spielte hauptsächlich im zentralen Mittelfeld und erzielte ein Tor. Die BSG Fortschritt stieg bereits nach einem Jahr wieder in die Bezirksliga ab, wurde aber sofort wieder Bezirksmeister und kehrte zur Saison 1983/84 in die DDR-Liga zurück. Falkenhahn war erneut zentraler Mittelfeldspieler, kam wieder auf 21 Einsätze und zu einem Torerfolg. Auch im zweiten Anlauf schaffte Fortschritt nicht den Klassenerhalt. Als die BSG 1987 zum dritten Mal in die DDR-Liga aufstieg, war Uwe Falkenhahn 33 Jahre alt und wurde in die 2. Mannschaft versetzt, die in der viertklassigen Bezirksklasse Gera vertreten war. Damit verblieb es für Falkenhahn bei sechs Spielzeiten im überregionalen Ligenbetrieb, wo er in der Oberliga zwölfmal ohne Torerfolg spielte und in der DDR-Liga 67-mal aufgeboten wurde und fünf Tore erzielte.